# Các công trình của Antoni Gaudí
Antoni Gaudí là một kiến trúc sư xứ Catalonia, Tây Ban Nha. Ông là một kiến trúc sư theo phong cách Tân nghệ thuật của trong dòng kiến trúc Hậu Hiện đại, nổi tiếng bởi những thiết kế độc đáo theo phong cách cá nhân.
Gaudí khi là sinh viên Kiến trúc tại trường cao đẳng Tècnica Superior d'Arquitectura ở Barcelona 1873-1877, ông đạt loại xuất sắc trong môn học về "bản vẽ thử nghiệm và dự án". Sau 5 năm làm việc, ông đã được trao danh hiệu kiến trúc sư thực thụ vào năm 1878. Khi ký tên trên chứng chỉ của Gaudi, Elies Rogent tuyên bố, "Qui sap si hem donat el diploma a un boig o a un geni: el temps ens ho dirà". ("Ai biết được chúng ta trao chứng chỉ này cho một người kém cỏi hay một thiên tài. Thời gian sẽ trả lời.")
Chàng kiến trúc sư trẻ ngay lập tức bắt tay vào thiết kế, quy hoạch và duy trì mối liên hệ với ngôi trường này đến những ngày cuối cùng trong sự nghiệp của mình.

## Antoni Gaudí và Tân nghệ thuật
Antoni Gaudi sinh năm 1852 tại Reus, một thị trấn nhỏ phía nam của Barcelona. Bối cảnh vào cuối thế kỷ 19 ở Catalonia được đánh dấu bởi cái gọi là "hiện đại", là một phong trào nghệ thuật văn hóa từ ca năm 1880 đến Chiến tranh thế giới thứ nhất, song song với dòng như Tự nhiên, Nghệ thuật và Thủ công mỹ nghệ, và Tân nghệ thuật. Nó được thúc đẩy trở lại truyền thống là một biểu hiện của bản sắc dân tộc, cũng như sự ra đời của kỹ thuật hiện đại và các vật liệu như là một phần của sự tiến bộ. Phong trào này khác thể hiện trong văn học và âm nhạc, cũng như trong hội họa, điêu khắc, nghệ thuật trang trí và kiến trúc. Các kiến trúc sư giỏi nhất được biết đến bao gồm ngoài Antoni Gaudí thì còn có Lluís Domènech i Montaner, với các thiết kế ở Barcelona là các di sản thế giới được UNESCO công nhận.
Ba tác phẩm của Antoni Gaudi (1852-1926) được ghi vào danh sách di sản thế giới vào năm 1984 (tiêu chuẩn i, ii và iv) bao gồm:
- Công viên Güell (1904-1916)
- Palau Güell (1886-1890)
- Casa Milá (1906-1910)

Các địa điểm mở rộng bao gồm thêm bốn tác phẩm của Gaudi vào năm 2005 (đề cử trên cơ sở tiêu chuẩn i, ii, iii và vi):
- Casa Vicens (1883-1885)
- Sagrada Familia (1884-1926)
- Casa Batlló (1904-1906)
- Hầm mộ tại Colònia Güell (1898-1905)

Ngoài ra là 8 địa điểm tại các khu vực khác là các thiết kế theo phong cách Tân Nghệ thuật bao gồm (nhưng không thuộc danh sách di sản thế giới của UNESCO):
- Barcelona: Rạp Güell (1884-1887), trường đại học Teresianas (1889-1894); Casa Calvet (1898-1900); Torre Figueres - Bellesguard (1900-1905);
- Comillas (Cantabria): El Capricho (1883-1885);
- Castilla y León: Tòa giám mục Astorga (1889-1893), Astorga; Casa de Botines (1892-1893), León;
- Palma Mallorca (Quần đảo Baleares): Nhà thờ ở Mallorca (1904-1914).

## Thứ tự thời gian
| Tên                                     | Hình ảnh | Di sản thế giới | Vị trí                               | Thời gian xây dựng   | Tọa độ                                               |
| --------------------------------------- | -------- | --------------- | ------------------------------------ | -------------------- | ---------------------------------------------------- |
| Hợp tác xã lao động Mataronense         |          |                 | Mataró                               | 1878–1882            |                                                      |
| Sagrada Familia                         |          | có              | Barcelona                            | 1882-                | 41°24′13″B 2°10′28″Đ / 41,40361°B 2,17444°Đ          |
| Casa Vicens                             |          | có              | Barcelona                            | 1883–1888            | 41°24′12,5″B 2°9′2,44″Đ / 41,4°B 2,15°Đ              |
| Công viên Güell                         |          | có              | Barcelona                            | 1900–1914            | 41°24′49″B 2°09′10″Đ / 41,41361°B 2,15278°Đ          |
| Tòa giám mục Astorga                    |          |                 | Astorga (León)                       | 1883–1913            | 42°27′28″B 6°03′21″T / 42,45778°B 6,05583°T          |
| El Capricho                             |          |                 | Comillas (Cantabria)                 | 1883-1885            |                                                      |
| Güell Pavilions                         |          |                 | Barcelona                            | 1884–1887            | 41°23′22,1382″B 2°07′9,9006″Đ / 41,38333°B 2,11667°Đ |
| Palau Güell                             |          | có              | Barcelona                            | 1885–1890            | 41°22′44″B 2°10′27″Đ / 41,37889°B 2,17417°Đ          |
| Colegio Teresiano                       |          |                 | Barcelona                            | 1888–1889            | 41°23′59,76″B 2°7′58,27″Đ / 41,38333°B 2,11667°Đ     |
| Casa Botines                            |          |                 | León                                 | 1891-                | 42°35′54″B 5°34′14″T / 42,59833°B 5,57056°T          |
| Khu truyền giáo dòng Fran xít ở Tangier |          |                 | Tangier                              | 1892 (chưa xây dựng) |                                                      |
| Bodegas Güell                           |          |                 | Sitges                               | 1895–1897            |                                                      |
| Casa Calvet                             |          |                 | Barcelona                            | 1898–1900            | 41°23′27″B 2°10′23″Đ / 41,39083°B 2,17306°Đ          |
| Bellesguard                             |          |                 | Barcelona                            | 1900–1909            | 41°24′34″B 2°07′37″Đ / 41,40944°B 2,12694°Đ          |
| Casa Milà                               |          | có              | Barcelona                            | 1905–1907            | 41°23′43″B 2°09′42″Đ / 41,39528°B 2,16167°Đ          |
| Vườn Artigas                            |          |                 | La Pobla de Lillet                   | 1905–1906            |                                                      |
| Casa Batlló                             |          | có              | Barcelona                            | 1905–1907            | 41°23′30″B 2°09′54″Đ / 41,39167°B 2,165°Đ            |
| Nhà thờ Colònia Güell                   |          | có              | Santa Coloma de Cervelló (Barcelona) | 1908–1914            | 41°21′49″B 2°1′41″Đ / 41,36361°B 2,02806°Đ           |
| Khách sạn Attraction                    |          |                 | New York                             | 1908 (chưa xây dựng) |                                                      |